# Manuela Reibold-Rolinger

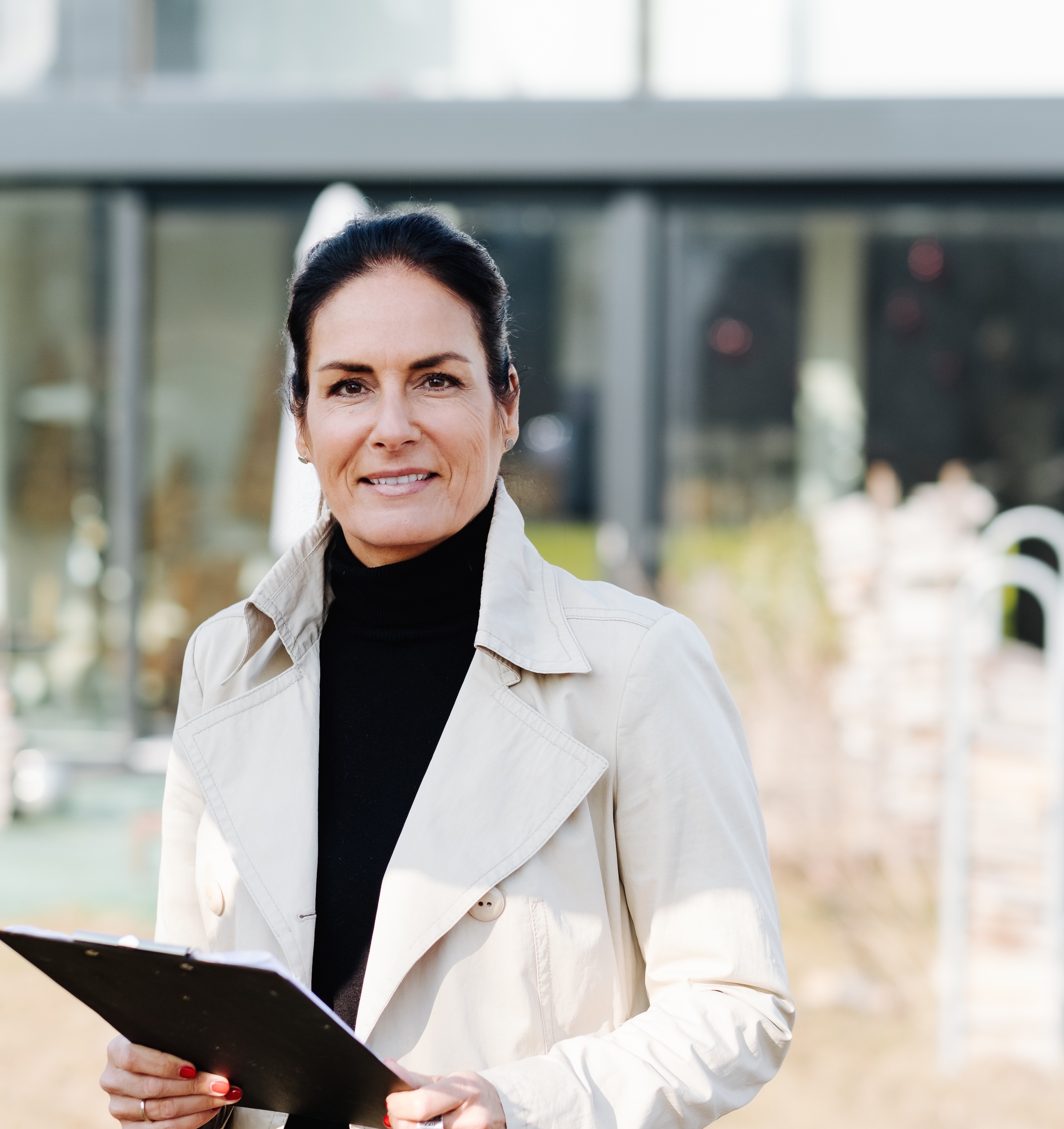
Rechtsanwältin Manuela Reibold-Rolinger

Manuela Reibold-Rolinger (* 12. Oktober 1964 in Wiesbaden) ist eine deutsche Fachanwältin für Bau- und Architektenrecht, Fernsehmoderatorin und Autorin.

## Leben
1984 begann Reibold-Rolinger ihr Studium der Rechtswissenschaft, das sie 1988 in Mainz abschloss. Danach war sie in der Ausbildung zur Volljuristin unter anderem bei den Staatsanwaltschaften Bad Kreuznach und Mainz und dem Polizeipräsidium Mainz tätig. 1993 gründete Reibold-Rolinger die Rechtsanwaltskanzlei Reibold-Rolinger, die neben dem Bau- und Architektenrecht auf die Rechtsgebiete Vertragsrecht, Wohneigentumsrecht und Mietrecht spezialisiert ist. Sie ist Inhaberin der „Bauherrenberatung Rhein-Main“ und Gründerin der Bauglück GmbH. Im Jahr 1997 wurde Reibold-Rolinger Vertrauensanwältin des Bauherrenschutzbundes e.V. Berlin und ist seither für diese Verbraucherschutzorganisation tätig. 2006 wurde Reibold-Rolinger von der Rechtsanwaltskammer Koblenz zur Fachanwältin für Bau- und Architektenrecht ernannt. Seit 2008 ist sie als Schlichterin nach der Schiedsordnung Bau tätig.
Seit 2000 ist Manuela Reibold-Rolinger als Rechtsexpertin und Moderatorin für diverse Fernsehformate der Sender RTL II, SAT1, SWR, VOX und ZDF sowie im Hörfunk tätig.
Seit 2011 ist sie, zusammen mit John Kosmalla, als Moderatorin in der RTL-II-Sendung Die Bauretter zu sehen.
Gemeinsam mit John Kosmalla verfasste sie als Autorin das E-Book „Die Bauretter – 22 Tipps zum Bauglück“.
Seit 2011 hält Reibold-Rolinger Schulungsseminare für private Bauherren und Immobilienkäufer im Rhein-Main-Gebiet.
Im November 2015 startete das Format Die Lizenz zum Bauen mit ihr in ZDF WISO. Im April wurde die Lizenz zum Mieten veröffentlicht.
Im Oktober 2016 erschien im Droemer Knaur Verlag ihr Buch Das war im Plan nicht eingezeichnet. Im Februar 2019 erschien ihr neues Buch „Kein Grund zur Klage. Wie Sie ohne Richter zu Ihrem Recht kommen“ im Gütersloher Verlagshaus.
Frau Reibold-Rolinger ist seit 2014 Stiftungsrätin der Stiftung KriminalPrävention, Rheinland-Pfalz.

## Publikationen
- Kein Grund zur Klage. Wie Sie ohne Richter zu Ihrem Recht kommen, Paperback, Gütersloher Verlagshaus, 2019, ISBN 978-3-579-01462-3.
- "Das war im Plan nicht eingezeichnet": Meine Erlebnisse als Bauretterin, Taschenbuch, Verlag Knaur TB, 2016, ISBN 978-3-426-78858-5.
- Die Bauretter – 22 Tipps zum Bauglück!, E-Book.[1]
- Leitfaden zum Vertragsrecht für Bauverträge mit Verbrauchern für den Bauherrenschutzbund e.V. Berlin, 2013.